# Chiese di Torre Annunziata

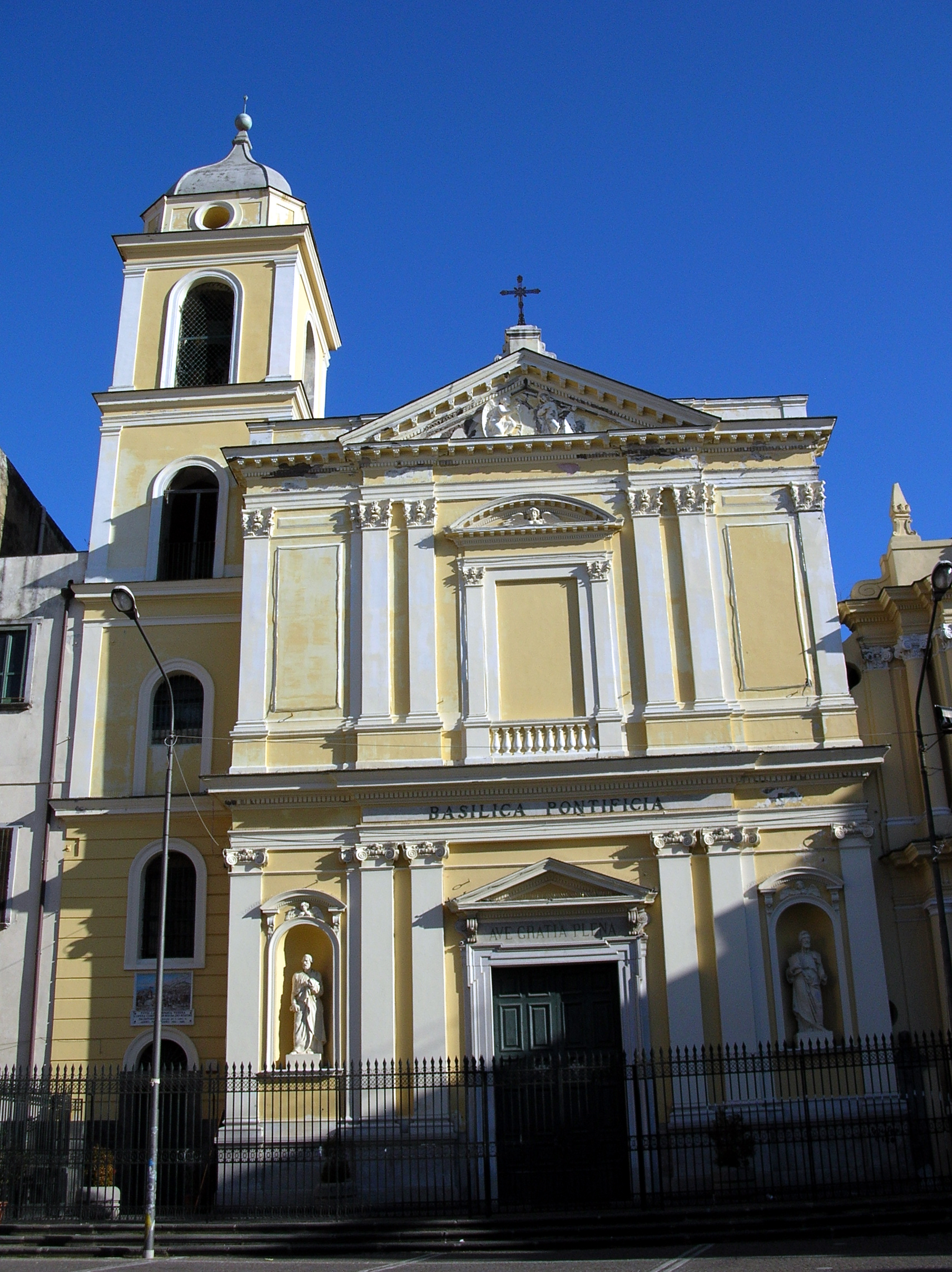
La Basilica minore Ave Gratia Plena, risalente al XIV secolo

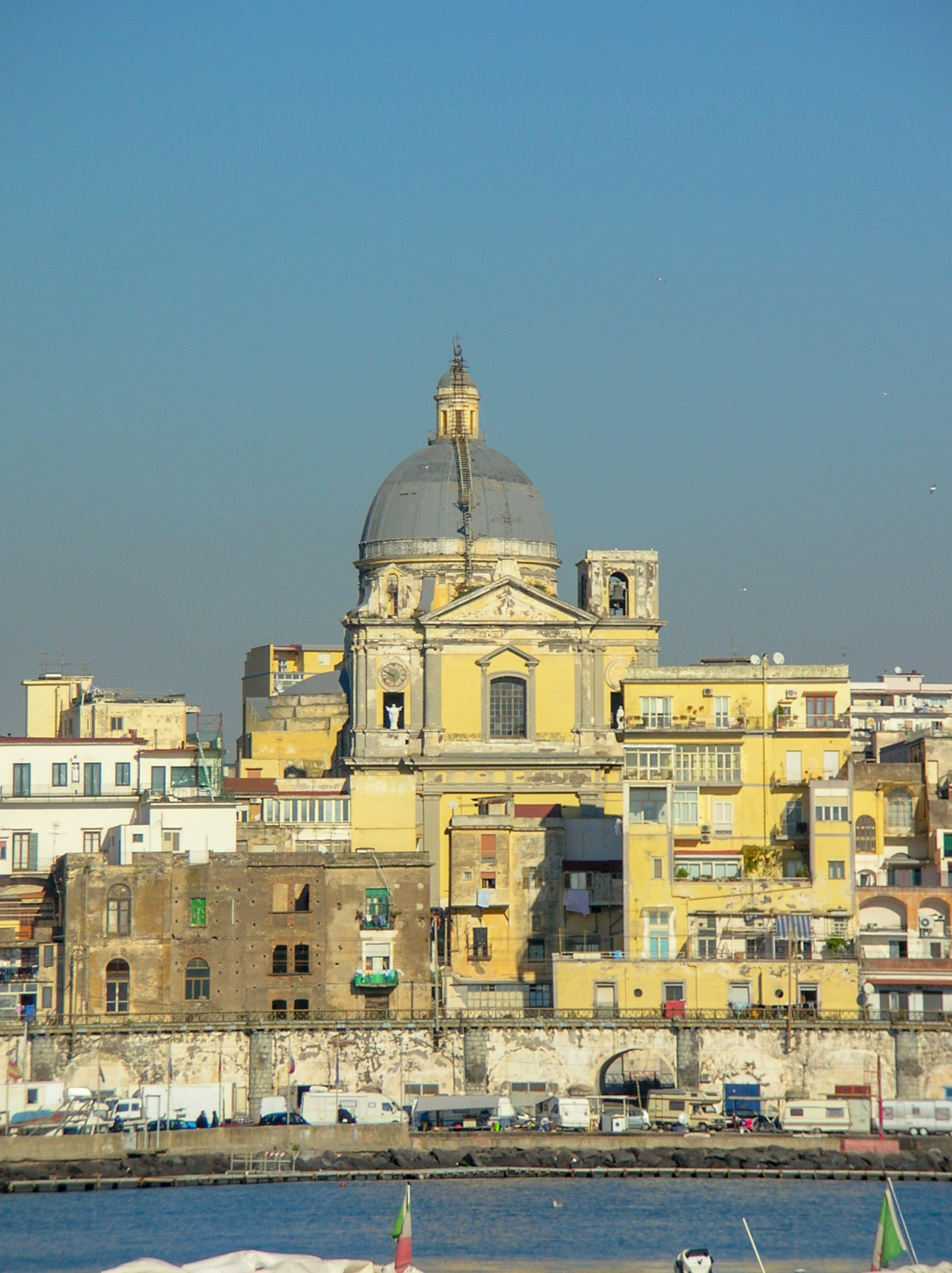
Il Santuario dello Spirito Santo visto dal porto di Torre Annunziata

Le chiese di Torre Annunziata sono poco più di una decina, suddivise tra l'Arcidiocesi di Napoli e la Diocesi di Nola. Il territorio è diviso tra le due diocesi in quanto, il primo nucleo cittadino della città oplontina, anticamente faceva parte esclusivamente di quella nolana, ma i decreti reali di Gioacchino Murat del 1810 annettevano a Torre i quartieri Terravecchia e Oncino dell'Universitas di Boscotrecase, i quali ricadevano nella diocesi napoletana. L'ipotetico confine si identifica lungo una direttrice sud-nord che taglia in due la città e precisamente con il corso Garibaldi, che si snoda verso nord fino al sito archeologico di Oplonti, nel punto in cui si arriva in via Sepolcri la quale si estende fino al cimitero comunale. La zona ad ovest di questa direttrice appartiene all'Arcidiocesi di Napoli, quella ad est alla Diocesi di Nola.

## Chiese cattoliche nella Diocesi di Nola

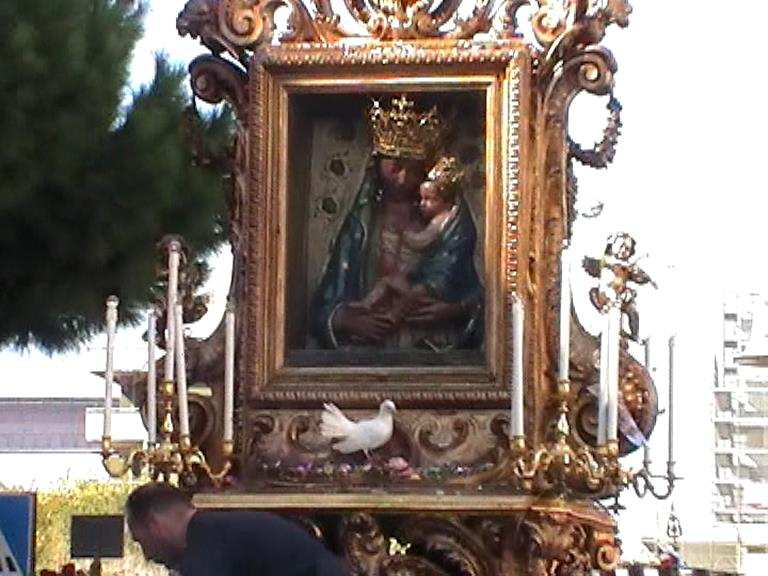
La Madonna della Neve patrona di Torre Annunziata, custodita nella Basilica Ave Gratia Plena

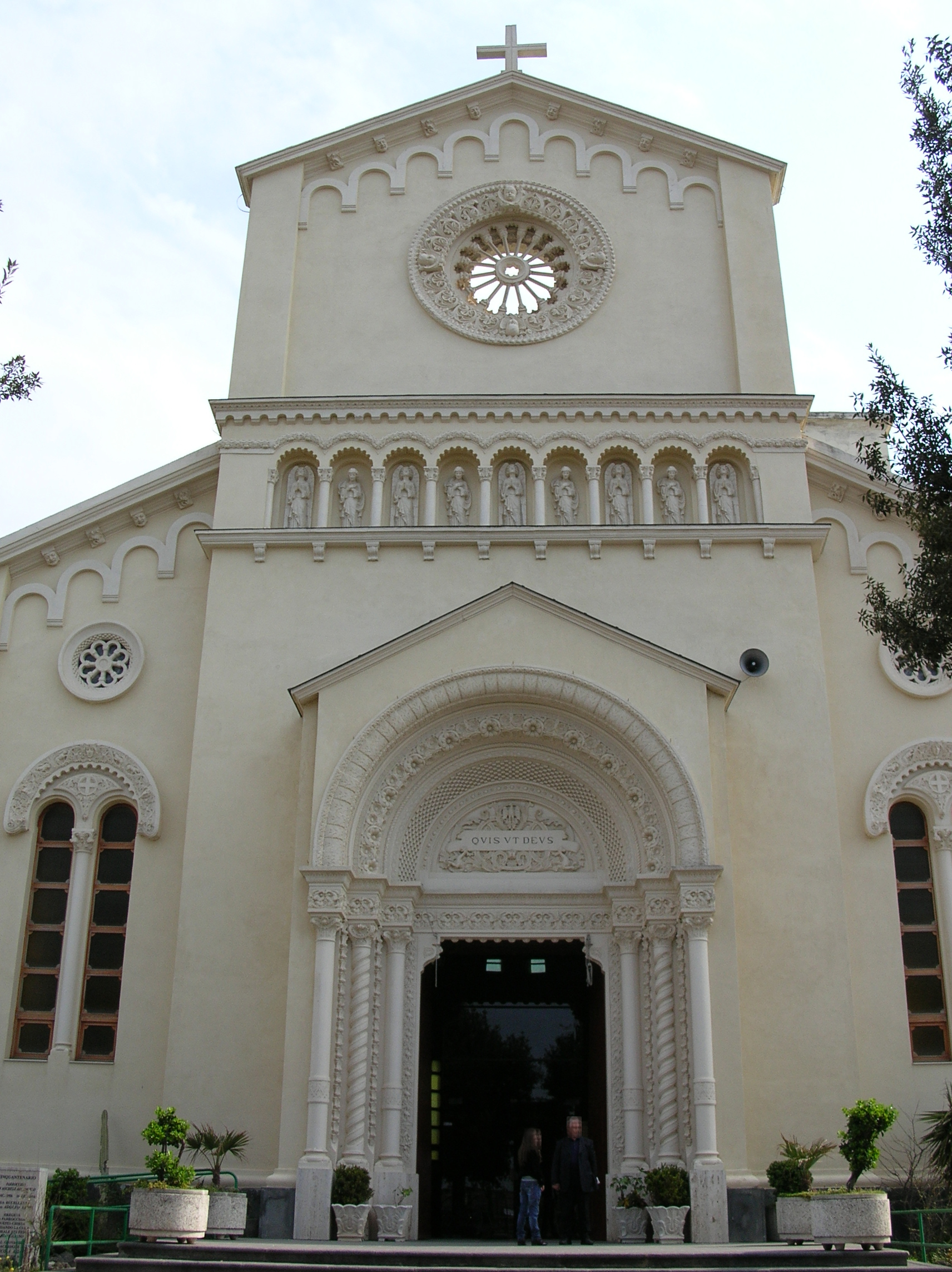
Chiesa di San Michele

Le chiese ricadenti nell'8º decanato della Diocesi di Nola sono:

### Basilica Pontificia Ave Gratia Plena
Eretta nel 1319 come Chiesa dell'Annunziata, intorno ad essa si è sviluppato il primo nucleo cittadino. Al suo interno è custodita l'immagine della patrona, la Madonna della Neve, un'icona religiosa di colore scuro, ritrovata in mare il 5 agosto 1539, nei pressi dell'isolotto di Rovigliano, da alcuni pescatori torresi. 
In più di un'occasione il popolo ha implorato l'intervento della Madonna, durante le invasioni piratesche del XVI secolo, durante le carestie e siccità del XVIII secolo, le epidemie di colera del 1817 e del 1836 e durante le violente eruzioni del Vesuvio dei secoli scorsi. Nel 1946 l'edificio fu pesantemente danneggiato da una violenta deflagrazione avvenuta nel porto ivi poco distante.

### Chiesa di San Francesco di Paola
Eretta nel quartiere Grazie nel 1765, quando fu ampliata un'antica cappella gentilizia risalente al 1448 dedicata a Santa Maria delle Grazie, distrutta dall'eruzione del Vesuvio del 1631 e subito ricostruita.

### Chiesa di Santa Maria del Carmine
Conosciuta come Chiesa di Maria SS. del Carmelo, è in via Cavour nel quartiere Carminiello, costruita nel 1912 su commissione del Monsignore Agnello Prisco, inglobando un piccolo tempietto risalente al 1782. Fu ricostruita nel secondo dopoguerra.

### Chiesa di Sant'Alfonso Maria de' Liguori
Ubicata nel quartiere di Torre Centrale in piazza Monsignor Orlando, la prima pietra fu posata nell'agosto 1914. L'ingrandimento del 1952 fu sovvenzionato con fondi statali, stanziati per la chiesa di S. Luigi che andò distrutta nel 1946, ma le istituzioni decisero di non ricostruirla.

### Chiesa di San Giuseppe
In località Croce di Pasella ai confini con Pompei, i lavori iniziati nel 1901 e conclusi nel 1907, trasformarono in cappella gentilizia, una precedente edicola votiva di una nota famiglia della zona risalente alla fine del XIX secolo. Finita dal Servo di Dio Eustachio Montemurro e dal beato Bartolo Longo, fu eretta a parrocchia nel 1967 e restaurata totalmente nel 2006.

### Chiesa di San Michele Arcangelo
Nell'estrema periferia orientale, nel quartiere di Rovigliano, costruita su progetto dell'ingegner Cattori, su una precedente chiesetta risalente al XIII secolo, fu aperta al culto nel 1914.

## Chiese cattoliche nell'Arcidiocesi di Napoli
Le chiese ricadenti nel 13º decanato dell'Arcidiocesi di Napoli sono:

### Santuario dello Spirito Santo
Nel quartiere di Terravecchia, è la chiesa più imponente di Torre Annunziata, anche conosciuta come Chiesa del Carmine, eretta dal comune nel 1787. Nella chiesa sono conservate le spoglie di San Felicio e del Servo di Dio Giuseppe Ottone.

### Chiesa dell'Immacolata Concezione
Eretta nel 1635.

### Chiesa di Santa Teresa di Gesù
Eretta nel 1637 nel quartiere Terravecchia, è conosciuta anche come Chiesa di San Pasquale ed è intitolata anche a Santa Maria di Costantinopoli.

### Chiesa del Sacro Cuore di Gesù
Con il grande aumento demografico ricadente nella giurisdizione del Santuario dello Spirito Santo, all'inizio del 1957 fu proposto all'Arcivescovo di Napoli Marcello Mimmi, la costruzione di una nuova chiesa, filiana dello Spirito Santo.
Avuto il consenso del vescovo, la programmazione e la realizzazione fu affidata al sacerdote don Attilio Torrone, il quale si adoperò al fine di ricercare un sito idoneo allo scopo.
La nuova ubicazione a cui fu dato il nome di Sacro Cuore di Gesù, fu trovata in una zona nei pressi della Pretura, degli uffici del Registro e del Dazio, all'incrocio tra via Vittorio Veneto e via 4 novembre. Il 1 marzo 1957 fu aperta al culto.
Gli arredi religiosi furono forniti dalla comunità religiosa, mentre la campana fu donata dall'Arciconfraternita del Santissimo Rosario. Dopo appena un anno la sede fu trasferita in via Luigi Iacono, ed il 26 luglio 1958 fu elevata a parrocchia dal Cardinale Alfonso Castaldo. Nello stesso anno furono annessi dei locali dell'IACP in cui fu costituito l'asilo parrocchiale. Nei giardini tra via Vittorio Veneto e via 24 maggio, fu eretto un tempietto consacrato alla Madonna di Fatima. La sistemazione definitiva della chiesa fu trovata in via XXIV maggio, su di un terreno donato dall'IACP che elargì anche la somma di sei milioni di lire, la posa della prima pietra avvenne nel 1961. Con la costruzione del campanile in ferro ed il completamento degli arredi sacri ad opera dei fedeli, ci fu la benedizione del tempio in data 22 maggio 1971.

### Chiesa della Santissima Trinità

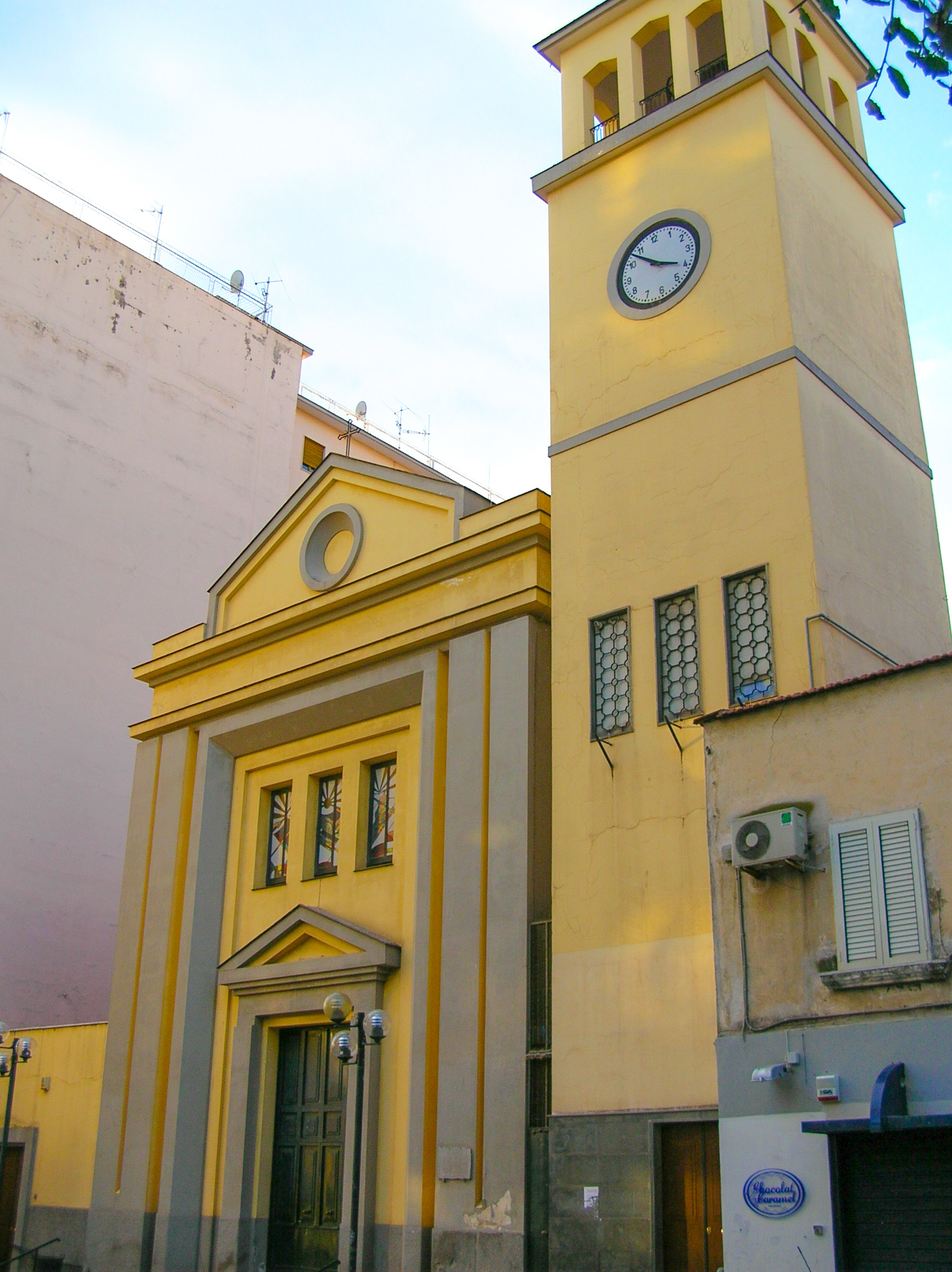
La chiesa della Santissima Trinità

Eretta come cappella nel 1829, la stessa fu eretta a parrocchia nel 1928 ed abbattuta nel 1940 in seguito all'esigenza di collegare il centro cittadino con il litorale. Sistemata in una sede provvisoria, fu distrutta da un bombardamento aereo nel 1943. Nuovamente ricostruita alla fine della seconda guerra mondiale, fu riaperta nel 1951.

### Chiesa di Santa Maria del Buon Consiglio e S. Antonio
È una piccola chiesa eretta nel 1972 con decreto del Cardinale Corrado Ursi, a cui fu dato il titolo provvisorio di Parrocchia della Resurrezione di Nostro Signore Gesù Cristo.
Filiana della Chiesa della Santissima Trinità, ebbe la prima sede in corso Umberto I, per poi essere definitivamente sistemata in via Nicola Salvatore Dino, nei pressi dello Stadio Alfredo Giraud, benedetta e aperta al culto il 13 giugno 1983.

### Chiesa di San Gennaro
È una chiesa sconsacrata eretta nel 1645, ubicata in Corso Garibaldi, strada che segna il confine tra le diocesi di Nola e di Napoli.

## Chiese di altri culti
- Dal 1952 nel quartiere Carminiello è attiva una delle 14 chiese Evangeliche Luterane italiane, nata su iniziativa del pastore Idelmo Poggioli, negli anni ha inglobato le sedi di Torre del Greco e di Santa Maria la Bruna[18].
- Dal 2018 nel quartiere Penniniello è attiva una sede della Chiesa Apostolica in Italia[19][20]
- Nel quartiere di Torre Centrale è presente una chiesa Evangelica Battista[21].

## Arciconfraternite e Cappelle

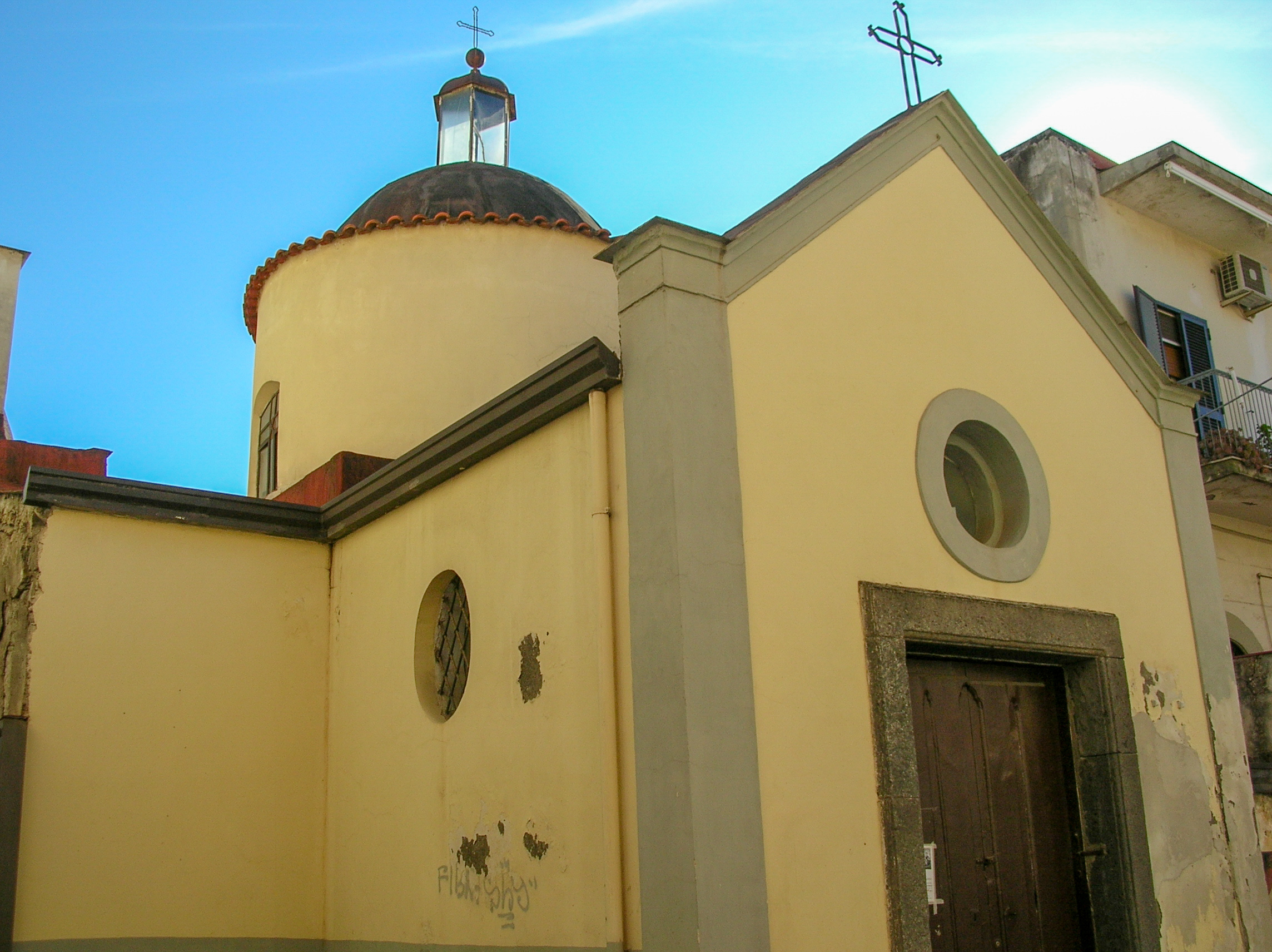
La cappella di Santa Maria del Principio

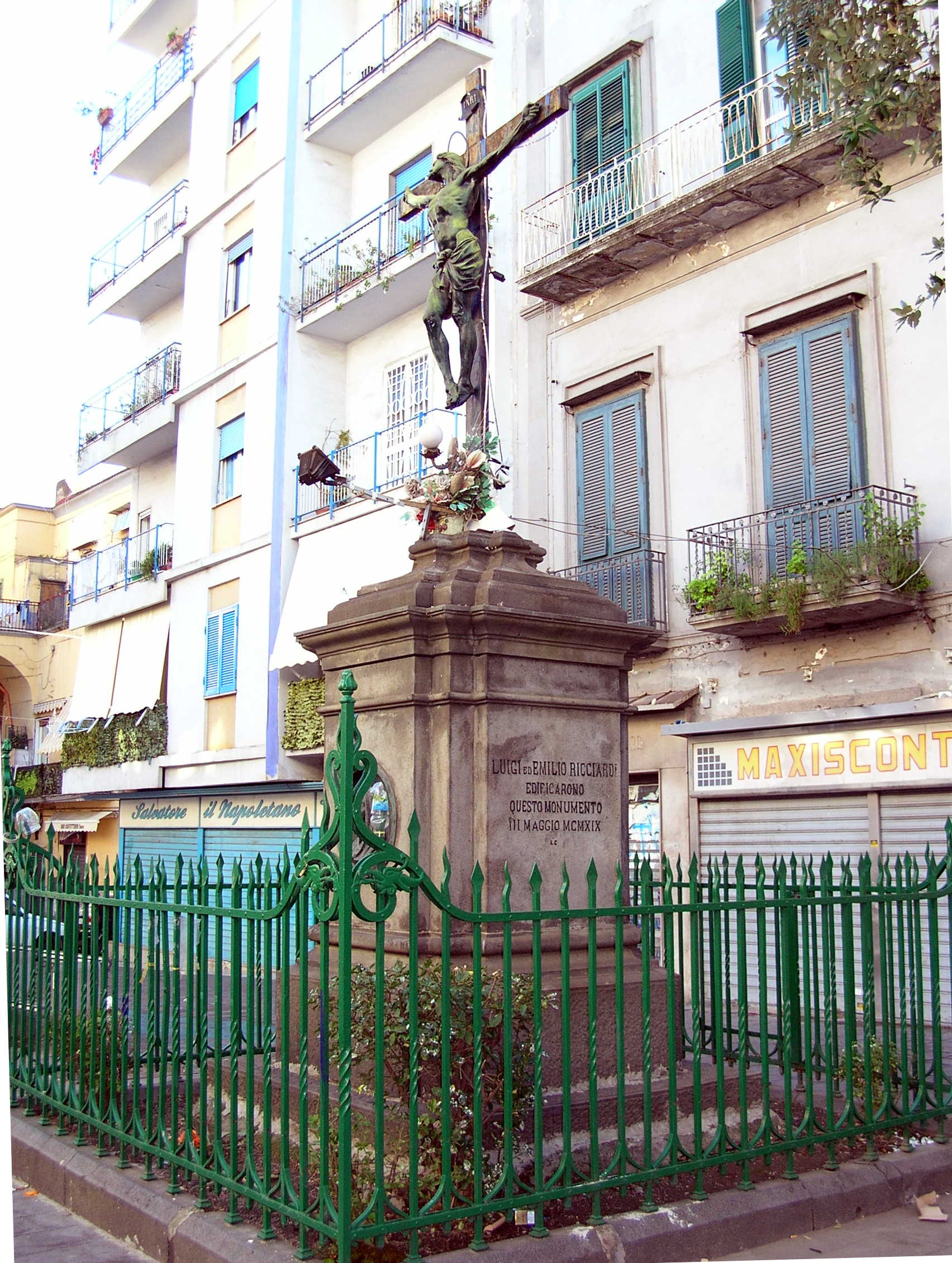
Il Crocefisso in piazza Cesare Battisti

- Arciconfraternita del Suffragio, fondata nel 1650[22] (Quartiere Annunziata)
- Arciconfraternita del Santissimo Rosario, fondata nel 1664[23] (Quartiere Terravecchia)
- Arciconfraternita di Sant'Agostino e Santa Monica[24], detta del Carmine (Quartiere Terravecchia)
- Arciconfraternita del Santissimo Sacramento[24] (Quartiere Terravecchia)
- Cappella di Santa Maria del Principio XVI secolo (Borgata del Principio)[25]
- Cappella di Sant'Antonio a Bottaro XVII secolo (Quartiere Bottaro)[26]

## Cimiteri
- Cimitero Comunale, costruito nel 1830 e benedetto nel 1832
- Cappella dell'Arciconfraternita del Santissimo Sacramento (1856)
- Ex Cappella de La Ville Sur Yllôns
- Cappella dell'Arciconfraternita dei SS. Agostino e Monica (Carmine Vecchio e Nuovo) (1871)
- Cappella del Rosario (1861)
- Cappella della Congrega del Suffragio (1863)
- Ipogeo della Cappella della Pietà
- Ipogeo di Santa Maria delle Grazie
- Ipogeo di Santa Maria Addolorata

## Monasteri e Conventi
- Ex Convento dei Celestini (1448 poi Orfanotrofio Comunale, fa parte del complesso della Basilica Ave Gratia Plena[27] (Quartiere Annunziata)
- Ex Ospizio degli Agostiniani (1631) (Borgata del Principio)
- Foresteria del Convento degli Alcantarini (XVII secolo), già dei Carmelitani e degli Olivetani (Quartiere Terravecchia)
- Ex Convento (poi Ospedale Civile) (Quartiere Terravecchia)
- Ex Convento dei Francescani, sede della Guardia di Finanza (1684)[28] (Quartiere Terravecchia)

## Edicole votive
In città esistevano un centinaio di edicole votive, talvolta veri tempietti, tra quelle affrescate, maiolicate, in cotto o in bronzo, contenenti statuine e dipinti, andate quasi tutte perdute per incuria o per l'incedere del tempo. Quella meglio conservata è il Crocefisso eretto dai fratelli Paolo ed Emilio Ricciardi nel 1919 in piazza Cesare Battisti.

## Siti demoliti

### Chiesa di San Luigi
Piccola chiesa del quartiere Annunziata, aperta al culto nel 1840, fu distrutta dall'esplosione del 1946. Si preferì demolirla nonostante l'indennizzo dello Stato, con i cui proventi si preferì riammodernare la Chiesa di Sant'Alfonso de' Liguori.

### Chiesa di San Sebastiano
Costruita prima del 1600 di fronte il corso Garibaldi, successivamente fu parzialmente demolita per una liti tra i proprietari. Fonti del 1625 riportano che la chiesa era in cattivo stato. Nel 1725 fu trasformata in farmacia.

### Cappella Vitelli
All'angolo tra via Dante e via Parini c'era una cappella padronale intitolata a Sant'Aniello, andata distrutta nel 1941 in seguito ad un bombardamento aereo.